# Башине
Ба́шине — село в Україні, у Рівненському районі Рівненської області, орган місцевого самоврядування — Бугринська сільська рада. Населення становить 94 осіб (станом на 2021 рік)[джерело?]. Село розташоване на південному заході колишнього Гощанського району, за 8,1 кілометра від колишнього районного центру.

## Географія
Село Башине лежить за 8,1 км на південний захід від колишнього районного центру, фізична відстань до Києва — 260,3 км. Розташоване на правому березі річки Горинь.

## Історія
У 1906 році село Бугринської волості Острозького повіту Волинської губернії. Відстань від повітового міста 25 верст, від волості 3. Дворів 26, мешканців 154.

## Населення
Станом на 1989 рік у селі проживало 163 особи, серед них — 75 чоловіків і 88 жінок.
За даними перепису населення 2001 року у селі проживала 131 особа. Рідною мовою назвали:
| Мова       | Кількість осіб | Відсоток |
| ---------- | -------------- | -------- |
| українська | 130            | 99,24 %  |
| російська  | 1              | 0,76 %   |

## Політика
Голова сільської ради — Пилипчук Сергій Костянтинович, 1980 року народження, вперше обраний у 2010 році. Інтереси громади представляють 24 депутати сільської ради:
| Партія        | Кількість депутатів | Відсоток |
| ------------- | ------------------- | -------- |
| самовисування | 24                  | 100,00 % |

## Пам'ятки природи
- Башинська криничка — гідрологічна пам'ятка природи місцевого значення.
- Дуб башинський — ботанічна пам'ятка природи місцевого значення.
- Агатівка — ландшафтний заказник місцевого значення.